# اللاسلطوية في إسبانيا

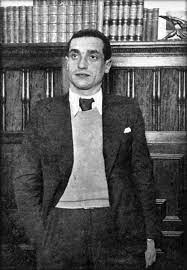
خواكين أسكاسو بودريا نقابي لاسلطوي أراغوني ورئيس مجلس الدفاع الإقليمي في أراغون بين عامَي 1936 و1937.

لاقت اللاسلطوية في إسبانيا تاريخيًا دعمًا وتأثيرًا كبيرين، خصوصًا قبل انتصار فرانكو في الحرب الأهلية الإسبانية (1936-1939)، إذ أدت دورًا أساسيًا نشطًا، وتُعد نهاية العصر الذهبي للاسلطوية الكلاسيكية.
وُجدت اللاسلطوية بأشكالها المختلفة في إسبانيا، وتحديدًا لاسلطوية مصادرة الأملاك في الفترة التي سبقت النزاع، واللاسلطوية الزراعية في ريف أندلوسيا، واللاسلطوية النقابية الحضرية في كتالونيا، وتحديدًا في عاصمتها برشلونة، وما يُسمى أحيانًا اللاسلطوية الخالصة في مدن أخرى من بينها سرقسطة. غير أنها نهج كامل يمتلك العديد من أوجه التشابه الأيدولوجية. وبعد فترة وجيزة، لم يكن نجاح الحركة اللاسلطوية متواصلًا. ينظم اللاسلطويون إضرابًا، ثم كالعادة، يقلل قمع رجال الشرطة عدد المضربين، لكنه في الوقت ذاته يزيد من تطرفهم، ما أدى إلى عصر من العنف المتبادل في مطلع القرن العشرين، بين المسلحين اللاسلطويين والمسلحين المأجورين من قبل ملاك الشركات، وقد تورط الطرفان في الاغتيالات السياسية.
في القرن العشرين، بدأ العنف يتلاشى، وحققت الحركة تقدمًا بظهور اللاسلطوية النقابية وإنشاء النقابة العمالية التحررية الكبيرة، والاتحاد الوطني للعمال (CNT). عمّت الإضرابات العامة وتبنت أجزاء كبيرة من الطبقة الإسبانية العاملة الأفكار اللاسلطوية. وظهرت كذلك حركة لاسلطوية فردية صغيرة تعتمد على نشر المجلات، وتأسس الاتحاد الأيبيري اللاسلطوي بوصفه جمعيةً لاسلطوية حرة، بهدف جعل الاتحاد الوطني للعمال يركز على مبادئ اللاسلطوية.
أدى اللاسلطويون دورًا رئيسيًا في معركتهم ضد فرانكو خلال الحرب الأهلية الأسبانية. وفي الفترة نفسها، اندلعت ثورة اجتماعية عظيمة الأثر في أنحاء إسبانيا، إذ سيطر العمال على الأراضي والمصانع. وألغيت جميع بقايا الإصلاحات الاجتماعية عام 1939 عند انتصار فرانكو، الذي أعدم الآلاف من اللاسلطويين. إن معاداة حكمه لا تتوقف أبدًا، وشارك المقاتلون الناجون في أعمال تخريبية بعد الحرب، وقاموا بعدة محاولات اغتيال. يظل إرثهم مهمًا إلى يومنا هذا، خاصةً بالنسبة إلى اللاسلطويين الذين يرون إنجازاتهم بوصفها سابقة تاريخية.

## التاريخ

### البداية
في أواسط القرن التاسع عشر، لم تكن الأفكار الثورية، على نحو عام، معروفة في إسبانيا. جرى التعرف على أقرب شيء لحركة راديكالية بين أتباع بيير جوزيف برودون، المعروفين باسم الفيدراليين، وكان أشهرهم فرانسيسكو بي مارغال (عند وفاته، أطلق عليه المفكر الأناركي ريكاردو ميلا لقب «أعقل الفيدراليين»). كان رامون دي لا ساغرا تلميذًا لبيير جوزيف برودون، وأسس مجلة البورفينير، وهي أول مجلة أناركية في العالم، والتي نُشرت لفترة وجيزة في منطقة جليقية. كانت المشاعر التي ارتبطت لاحقًا بالأناركية، مثل معاداة رجال الدين وعدم الثقة في الحكومة، منتشرة على نطاق واسع، ولكنها لم تكن جزءًا من نظرة مركزية للعالم. كان هناك تاريخ من شغب الفلاحيين في بعض أنحاء البلاد. لم يكن ذلك مرتبطًا بأي حركة سياسية، بل كان نتيجة للظروف. نفس الشيء ينطبق على المدن، وقبل فترة طويلة من إلمام العمال بالنزعة النقابية الأناركية، كانت هناك إضرابات عامة ومنازعات أخرى بين العمال وأرباب عملهم.
تحدث فانيلي الفرنسية والإيطالية، لذلك لم يفهم أكثر الحاضرين حديثه، باستثناء توماس كونزاليز موراغو الذي كان يعرف الفرنسية. ومع ذلك كان تأثيره قويًا. طمح العمال إلى شيء أكبر من التمرد المعتدل ذلك اليوم، وأصبحوا لب الحركة اللاسلطوية الإسبانية، وسرعان ما نشروا الفكرة في أنحاء إسبانيا. كانت الطبقات العاملة المضطهدة والمهمشة أكثر عرضة للتأثر بأيديولوجية تهاجم المؤسسات التي يرونها قمعية، وبالتحديد الدولة بفسادها ووحشيتها. والرأسمالية التي تجمع بين الفقر المدقع والثراء الفاحش، والمؤسسة القوية والقسرية للمنظمة الدينية.
سرعان ما أُقيم جزء من المنظمة الدولية الأولى في مدريد. بدأ قلة من اللاسلطويين المخلصين في عملهم ممن قدمهم فانيلي لأول مرة بعقد الاجتماعات وإلقاء الخطابات وجذب أتباع جدد. وانضم قرابة 2000 عضو في مدريد، وأكثر من ذلك بكثير في برشلونة، إذ كانت معقلاً للثورة البروليتارية والنقابية العمالية.
استمرت مراكز النشاط الثوري بنشر الأفكار، من طريق الخطابات والمناقشات والاجتماعات والصحف. وسرعان ما ترسخت اللاسلطوية في أرجاء إسبانيا، في القرى والمدن وفي العديد من المنظمات المستقلة. كان العديد من القرويين أساسًا لاسلطويين قبل انتشار الأفكار اللاسلطوية.
كان مؤتمر 1870 حدثًا مهمًا في برشلونة، إذ التقى وفود من 150 نقابة عمالية، إلى جانب آلاف العمال، أُعيد تسمية القسم الإسباني من الأممية بالاتحاد الإقليمي الإسباني، ونوقشت الخطوط العريضة للتنظيم مستقبلًا.
كان المؤتمر مميزًا، رغم حضور أعضاء لاسلطويين في الأممية من دول أوروبية أخرى. وتطلعت إليه الصحافة السائدة والأحزاب السياسية القائمة بازدراء، لأن المؤتمر هاجم العملية السياسية بوضوح بوصفها وسيلة غير قانونية لتغيير وتضليل القوى المستقبلية الاتحادية والنقابية.
عام 1871، سعى الاشتراكيون والليبراليون في إسبانيا لإعادة تنظيم إسبانيا إلى 5 أقسام تجارية مع لجان ومجالس مختلفة. شعر العديد من اللاسلطويين في هذه المجموعة أن هذا يناقض عقيدتهم القائمة على اللامركزية.
انقضى عام من النزاع، قاتل فيه اللاسلطويون مؤيدي السلطة واستبعدوهم عام 1872. وفي العام نفسه، طرد الماركسيون -الذين كانوا أغلبية- ميكايل باكونين من الأممية، نظرًا إلى العدائية التي تبديها التحالفات السابقة في الحزب اليساري، وإعادة تشكيل طبيعة حركتهم في إسبانيا، أصبح الاتحاد الإسباني لا مركزيًا، يعتمد على أداء العمال العاديين بدلًا من المجالس البيروقراطية، ما يعني أنها مجموعة مؤسسة وفقًا للمبادئ اللاسلطوية.

### بداية الفوضى 1873-1900
عام 1873، احتج العمال في منطقة آلكوي 8 ساعات في اليوم نتيجة تحريض اللاسلطوين الشديد لهم. تحول النزاع إلى عنف حين أطلق رجال الشرطة الرصاص على حشد غير مسلح، ما تسبب في اقتحام العمال للمبنى الإداري الرئيسي. وقُتل العشرات من الجانبين قبل انتهاء العنف.
اختلقت الصحافة قصصًا مثيرة عن الأعمال الوحشية التي لم تحدث قط، مثل تعذيب الكهنة وحرق الأشخاص، إلخ. سارعت الحكومة بقمع الاتحاد الإسباني. وأغلقت قاعات الاجتماع، وسُجن الأعضاء، وحُظر الإعلام. حتى نحو مطلع القرن العشرين. وبقيت اللاسلطوية البروليتارية ضعيفة نسبيًا في إسبانيا. ومع ذلك، ما زالت الأفكار اللاسلطوية شائعة في المناطق الريفية، حيث شن الفلاحون الفقراء سلسلة طويلة من أعمال التمرد الفاشلة لمحاولة إنشاء حركة شيوعية تحررية.
خلال سبعينيات القرن التاسع عشر، اكتسب الاتحاد الإسباني أغلب أعضائه من الريف الأندلسي بعد تراجع عدد الموالين الحضريين. وتشكل جزء من الأممية في قرطبة، ما شكل رابطًا ضروريًا بين الحركتين الريفية والحضرية. تقوضت هذه المكاسب الصغيرة بدرجة كبيرة بسبب قمع الدولة، الذي أجبر الحركة أن تبقى سريةً بالكامل.
انهار الاتحاد الإسباني، وبدأت النظرية الاتحادية النقابية التقليدية تحل محل العمل الثوري لفترة، رغم أن اللاسلطويين مكثوا فترةً طويلة ولم تُنس أفكارهم، ربما كانت الطبيعة التحررية لهذه الفترة ناجمة عن اليأس بدلاً من التعارض مع الأفكار الثورية. حاول اللاسلطويون تنظيم الشعب من جديد لكن باءت جهودهم بالفشل. وأدى عدم وجود تنظيم ثوري إلى ارتكاب العديد من اللاسلطويين أعمال العنف بوصفها شكلًا من أشكال العمل المباشر، واندلعت ثورات متفرقة، مع نسب مرتفعة من جرائم القتل وإشعال الحريق في العديد من المحاصيل الزراعية والمباني.